# Юзефович, Леонид Абрамович
Леони́д Абра́мович Юзефо́вич (род. 18 декабря 1947, Москва[…]) — русский писатель, сценарист и историк. Автор детективных и исторических романов. Кандидат исторических наук.

## Биография
Леонид Юзефович родился в 1947 году в Москве, но детство и юность прожил в Мотовилихе в Перми, где всю жизнь работал его отчим Абрам Давидович Юзефович — начальник ствольного цеха и главный технолог Мотовилихинского пушечного завода. Он был одноклассником родителей Леонида, которые поженились в 1946 году, а развелись спустя два года после рождения сына из-за того, что отец сильно пил. Мать, Галина Владимировна Шеншева (1921—2006), происходила из семьи ассимилированных евреев (её дед был владельцем книжного магазина и издательства в Кронштадте, мать была выпускницей мелитопольской гимназии), с 1943 года служила фронтовым врачом, после войны — врачом в лагере для военнопленных. Отец Константин Владимирович Ефимов (1921—?) — русский, с началом войны ушёл на фронт, был ранен, после госпиталя служил в СМЕРШе. Фамилия и отчество достались Леониду от отчима, который с 1950 года вырастил его как своего сына; родного отца он видел лишь два раза в жизни.
В 1967 году Юзефович стал участником сборника «Современники» Пермского книжного издательства, подвергнутого резкой критике. В 1970 году окончил филологический факультет Пермского университета (один курс с Ниной Горлановой и Анатолием Королёвым). Служил в армии в Забайкалье (1970—1972). В армии впервые заинтересовался буддизмом, Монголией, биографией барона Унгерна, написал первый исторический роман, до сих пор не опубликованный. Работал инженером-социологом, корреспондентом областной газеты «Молодая гвардия». С 1975 по 2004 год — учитель истории в разных школах. В Перми это была школа № 9. В 1981 году под руководством профессора М. И. Черныша защитил диссертацию на соискание учёной степени кандидата исторических наук по теме «Посольский обычай Российского государства XV — начала XVII в.» (специальность 07.00.02 — история СССР); в процессе работы консультировался с московским археографом С. О. Шмидтом. В 1984 году уехал из Перми, жил и работал в Санкт-Петербурге и в Москве.
Литературный дебют состоялся в 1977 году в журнале «Урал»: повесть «Обручение с вольностью», но дальнейшая литературная карьера развивалась неровно. Много печатался во второй половине 1980-х, запомнился как автор документального романа о бароне Унгерне «Самодержец пустыни» (1993). По словам Юзефовича, Виктор Пелевин признавался ему, что использовал эту книгу, когда писал роман «Чапаев и Пустота», один из героев которого — барон Юнгерн.
Известность к Юзефовичу пришла только в 2001 году после издания цикла исторических детективов о сыщике Иване Путилине, которые получили хорошие отзывы у критиков, хотя неизбежно сравнивались с книгами Акунина. Юзефович говорил: «…я дарил свою книгу одному его очень близкому приятелю. Это было очень давно, ещё когда не вышло ни одной его книжки. Совпадение прямое там есть только одно — мне дочь говорила — фамилия ротмистра Зейдлица. Я её взял из газет. Я думаю, это просто восходит к одному источнику».
В 2002 году появился детективный роман «Казароза», действие которого происходит в 1920 году в Перми (первый вариант — «Клуб „Эсперо“» — был издан ещё в 1990 году). Роман тоже был высоко оценён критикой и вышел в финал престижного конкурса — премии «Русский Букер». За роман «Журавли и карлики» Леонид Юзефович назван лауреатом первой премии «Большая книга» 2009 года. В 2012 году вышла обновлённая версия «Самодержца пустыни», получившая большой резонанс.
В 2015 году вышел в свет документальный роман о забытом эпизоде Гражданской войны на Дальнем Востоке — «Зимняя дорога», в котором рассказывается об эпическом противостоянии в 1922—1923 годах в снегах Якутии колчаковского генерал-лейтенанта А. Н. Пепеляева и забайкальского красного партизана И. Я. Строда. За эту работу в 2016 году Юзефович во второй раз получил премии «Национальный бестселлер» и «Большая книга».
В начале марта 2017 года Леонид Абрамович был объявлен автором текста предстоящего «Тотального диктанта». Он написал три варианта, в которых выразил свою любовь к трём городам и трём рекам: «Санкт-Петербург. Нева», «Пермь. Кама» и «Улан-Удэ. Селенга».
В 2019 году стал лауреатом Международного культурного фестиваля «Русский Рим», который проходил в Риме в Палаццо Поли.
Юзефович с молодости писал стихи, однако читатель впервые познакомился с ними в 2003 году, когда в журнале «Знамя» была опубликована подборка под названием «Кяхтинский тракт». В последние годы[когда?]

 Юзефович работает для телевидения: написал исходный сценарий сериала «Гибель империи» (2004) о работе контрразведки в Петрограде времён Первой мировой войны и революции; а также сценарии к сериалам, поставленным по его книгам.
Повесть «Эсперо» была опубликована в Антологии современного детектива (том 29). Произведения писателя публиковались также в журналах «Дружба народов», «Новый мир», «Нева», «Октябрь».
Книги Юзефовича переведены на немецкий, итальянский, французский, польский, болгарский, сербский, испанский языки.

## Семья
- Жена (1975—1984) — Анна Львовна Бердичевская, поэтесса.
  - Дочь — Галина Юзефович, литературный критик. Сын — Михаил Виноградов, музыкант.
- Дядя — Леонид Владимирович Шеншев (1910—?), филолог-германист и педагог-методист, старший научный сотрудник и заведующий группой психосемиотики НИИ общей и педагогической психологии АПН СССР.
- Сестра деда — Белла Георгиевна Казароза (Шеншева, 1893—1929), артистка эстрады, певица, танцовщица[14], прототип героини романа «Казароза».

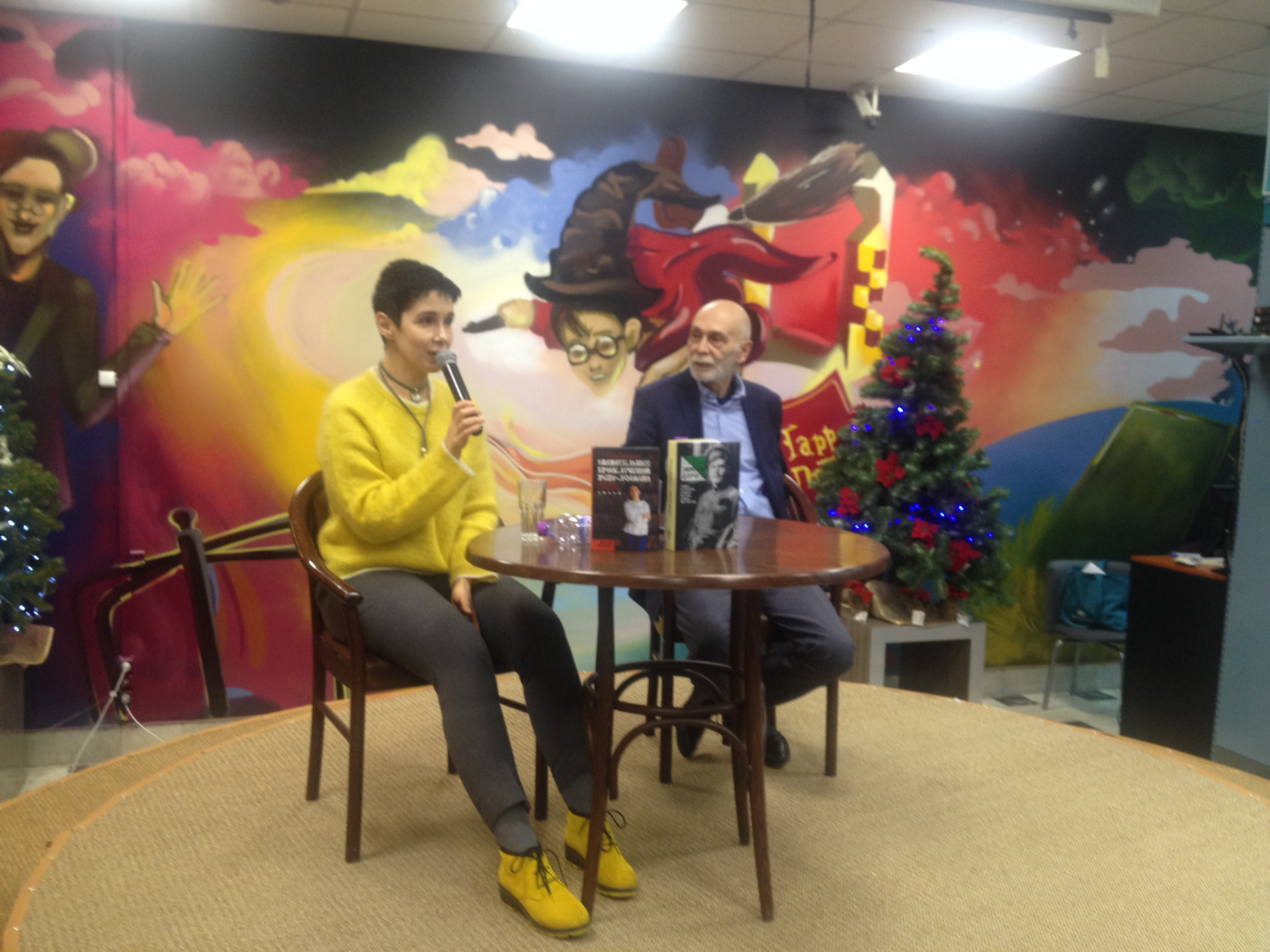
С Галиной Юзефович в Московском доме книги на встрече с читателями (2016)

## Библиография

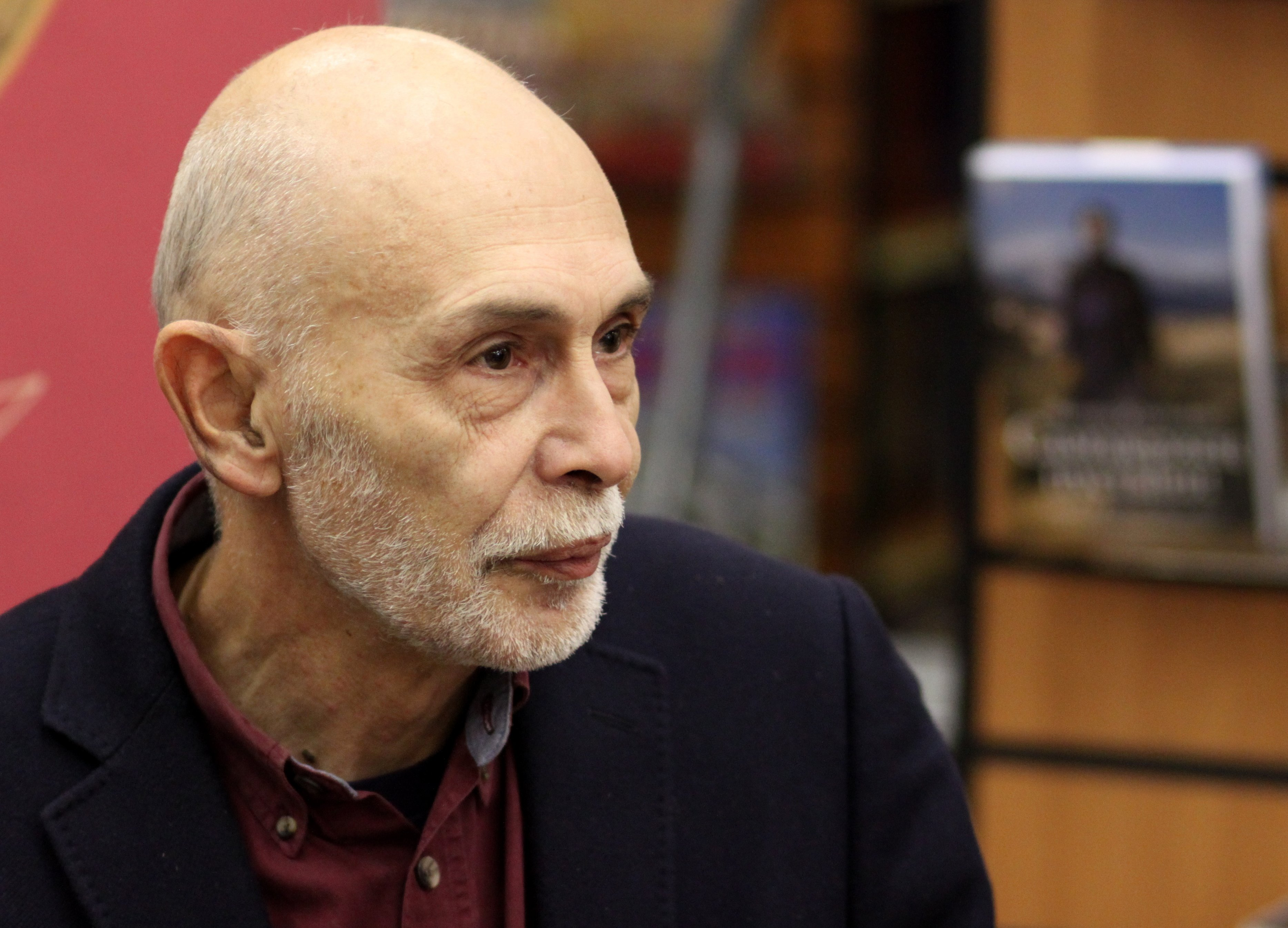
На презентации книги «Самодержец пустыни», 2010

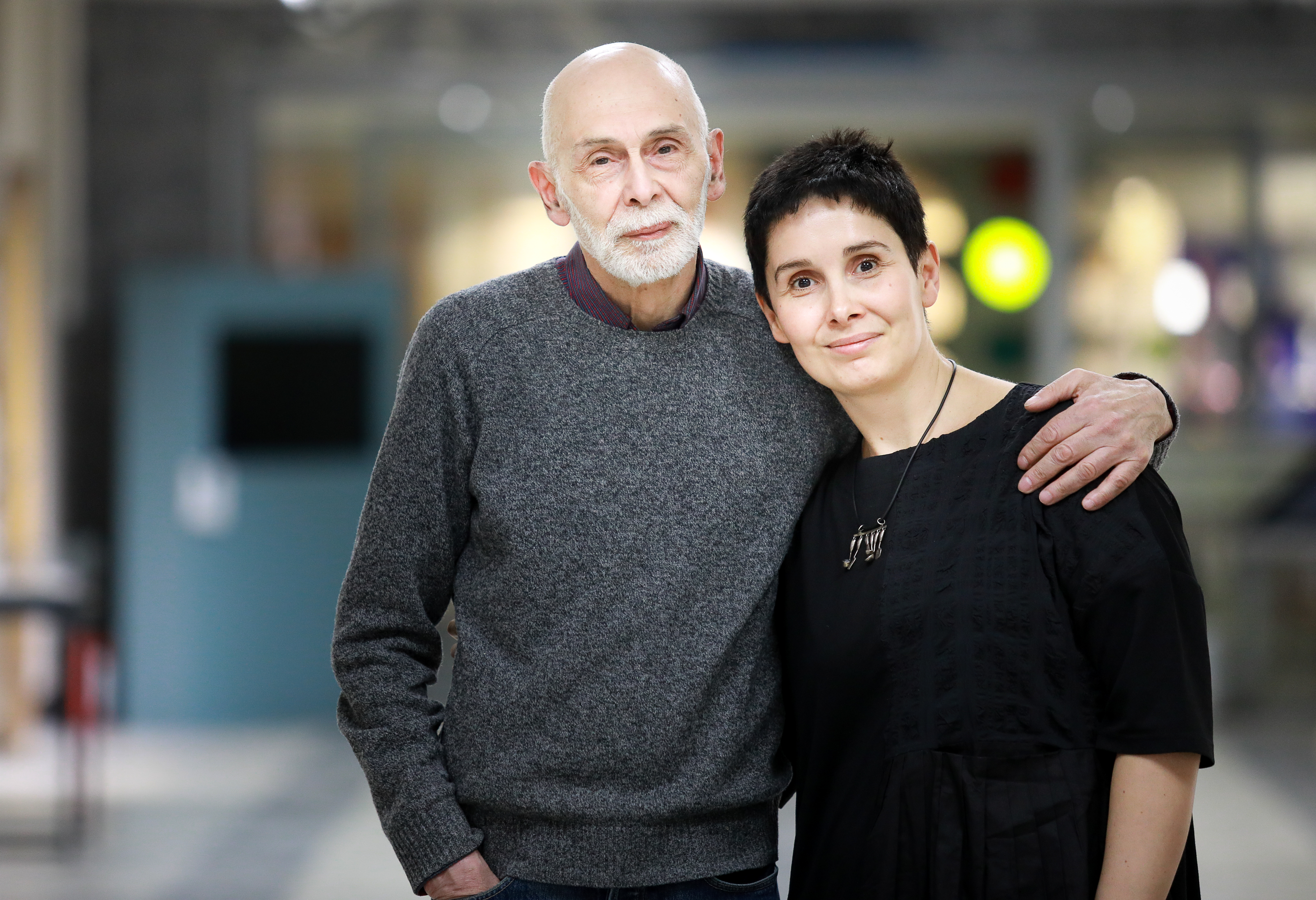
С дочерью Галиной Юзефович в Российской государственной детской библиотеке, 2018

## Фильмография
- 1991 — Сыщик Петербургской полиции (Свердловская киностудия)
- 2005 — Казароза (3 серии, «ДАГО-фильм»)
- 2005 — Гибель империи (10 серий, ТРИТЭ)
- 2007 — Сыщик Путилин (8 серий, «Централ Партнершип»)
- 2007 — Ораниенбаум. Серебряный самурай
- 2016 — Контрибуция

## Награды
- 2001 — Премия Национальный бестселлер (за роман «Князь ветра»)
- 2009 — Первая премия «Большая книга» (за роман «Журавли и карлики»)[15]
- 2016 — Премия Национальный бестселлер (за роман «Зимняя дорога»)
- 2016 — Строгановская премия в номинации «за выдающиеся достижения в области культуры и искусства»[16]
- 2016 — Первая премия «Большая книга» (за роман «Зимняя дорога»)
- 2021 — Первая премия «Большая книга» (за роман «Филэллин»)[17]

### Биография, тексты
- Современники. 42 поэта Прикамья Архивная копия от 24 сентября 2016 на Wayback Machine / ред.-сост. Н. Н. Пермякова, худож. М. Тарасова. — Пермь: Кн. изд-во, 1965. — 112 с.
- Леонид Юзефович в «Журнальном зале»
  - Кяхтинский тракт. Стихи Архивная копия от 7 января 2004 на Wayback Machine
- Леонид Юзефович на сайте «Писатели России»
- Почётный профессор ПГНИУ Леонид Юзефович Архивная копия от 3 января 2018 на Wayback Machine
- Страница Архивная копия от 9 ноября 2018 на Wayback Machine на сайте Пермского землячества

### Критика, интервью
- Poliklet. Зелёная звезда над Камой Архивная копия от 3 июня 2019 на Wayback Machine // Livejournal. 08.10.2007.
- Абашева М. П. Тайны Леонида Юзефовича Архивная копия от 27 августа 2013 на Wayback Machine // Новый мир. 2004. № 5.
- Березин В. Запад и Восток Леонида Юзефовича Архивная копия от 4 марта 2016 на Wayback Machine // Независимая газета. 09.08.2001.
- Березин В. От Унгерна до Путилина Архивная копия от 26 августа 2014 на Wayback Machine // Независимая газета. 24.05.2001.
- Березин В. Пропавшая цивилизация Архивная копия от 21 марта 2016 на Wayback Machine // Независимая газета. 17.10.2002.
- Данилкин Л. А. Сто сорок лет среди убийц и грабителей Архивная копия от 21 октября 2018 на Wayback Machine // АфишаDaily. 19.02.2001.
- Иваницкая Е. «Всё связано со всем» Архивная копия от 15 ноября 2003 на Wayback Machine // Дружба народов. 2003. № 7.
- Иваницкая Е. Загадка голубя Архивная копия от 21 марта 2016 на Wayback Machine // Независимая газета. 05.04.2001.
- Кудрин А. Леонид Юзефович. Очень пермское интервью // Интернет-журнал «Звезда». 14.09.2021.
- Никольский С. Рассказчик историй (Леонид Юзефович) Архивная копия от 27 марта 2016 на Wayback Machine // Prosa oratio. Страницы биографий писателей — выпускников филологического факультета Пермского университета / сост. Н. Е. Васильева; отв. за вып. Б. В. Кондаков. — Пермь: Перм. гос. нац. исслед. ун-т, 2014. — 319 с. — С. 120—135.
- Селезнёва Е. Буддисты, сатанисты и революционеры Архивная копия от 21 марта 2016 на Wayback Machine // Независимая газета. 07.04.2000.
- «По своей писательской природе я рассказчик историй, а не художник слова» Архивная копия от 29 июля 2018 на Wayback Machine (интервью С. Е. Эрлиху)